# Bombardopolis
Bombardopolis (Haïtiaans-Creools: Bonbadopolis) is een stad en gemeente in Haïti met 36.000 inwoners. De plaats ligt in heuvelachtig gebied, 61 km ten zuidwesten van de stad Port-de-Paix. De gemeente maakt deel uit van het arrondissement Môle-Saint-Nicolas in het departement Nord-Ouest.
Er wordt katoen verbouwd. Ook vindt er industriële verwerking van katoen plaats.
Daarnaast is er de visvangst en wordt er houtskool geproduceerd.

## Indeling
De gemeente bestaat uit de volgende sections communales:
| Nr. | Naam            | Km²   | Inw.2015 |
| --- | --------------- | ----- | -------- |
| 1   | Plate Forme     | 90,32 | 13.650   |
| 2   | Les Forges      | 72,71 | 13.924   |
| 3   | Plaine d'Orange | 33,48 | 8.454    |